# 2フィート6インチ軌間

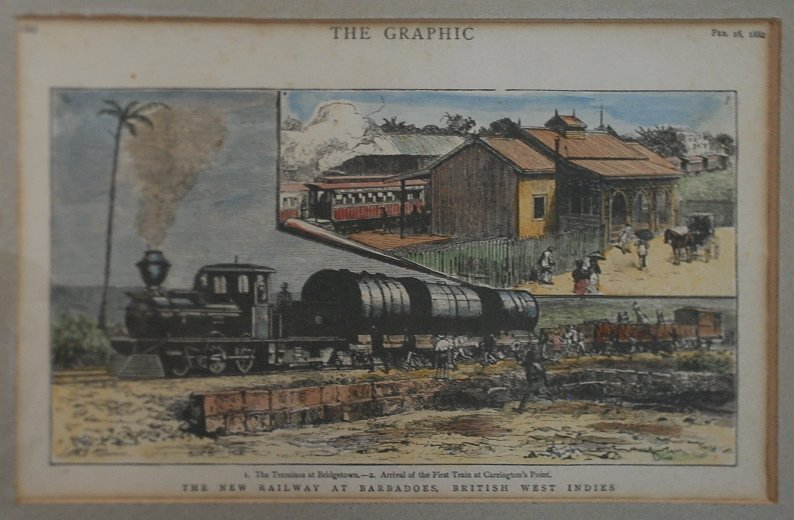
バルバドス鉄道

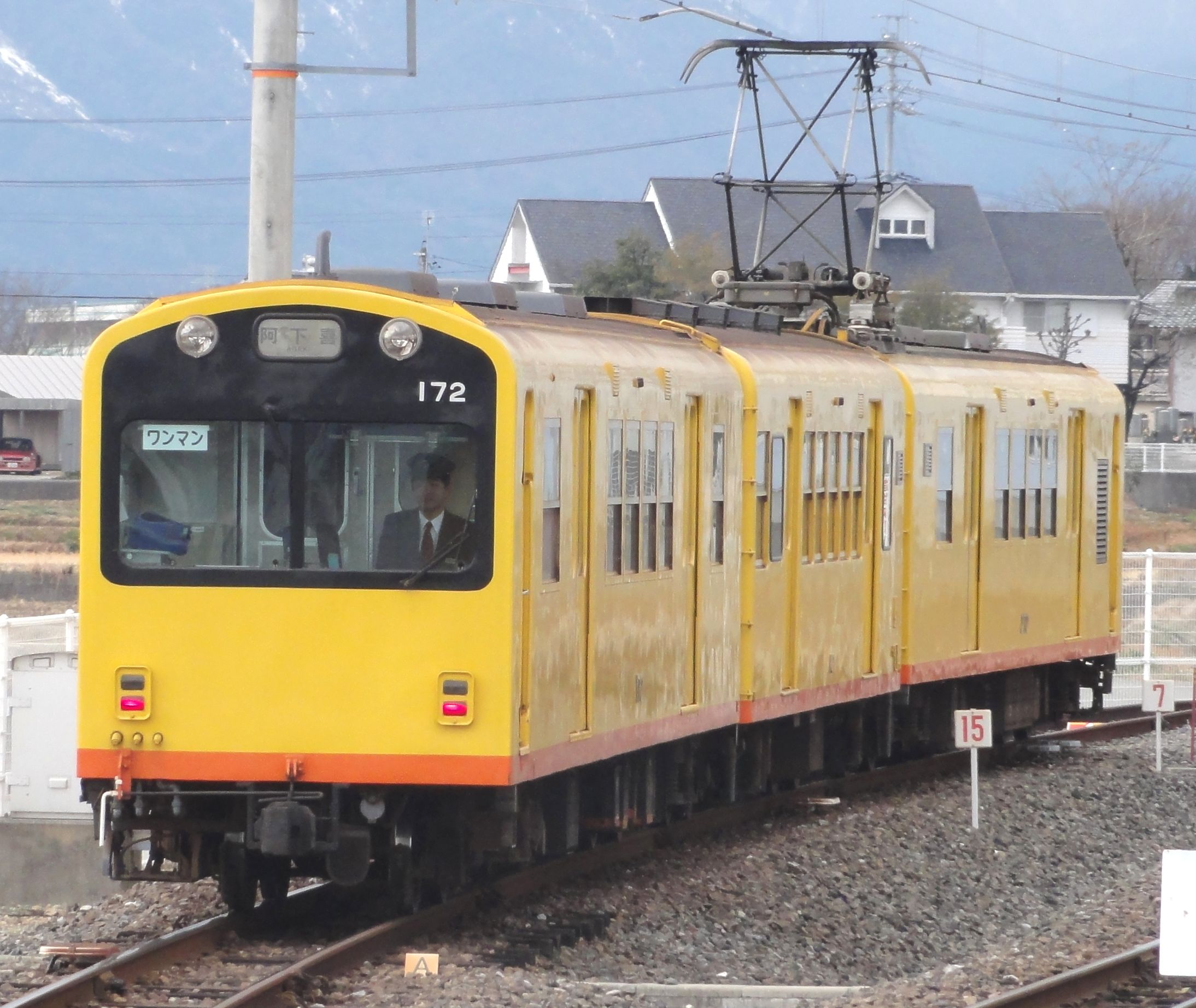
三岐鉄道北勢線（日本）

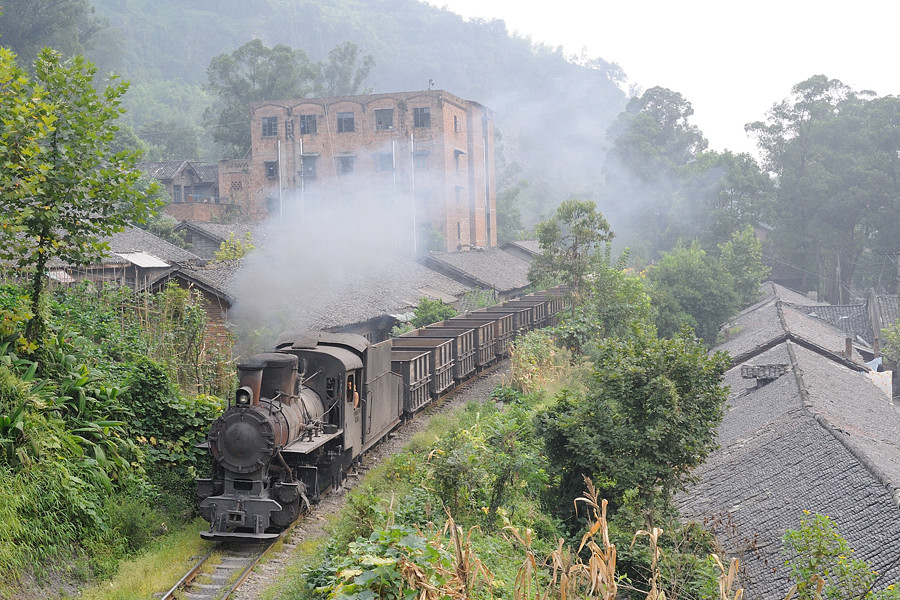
嘉陽炭鉱鉄道（中国）

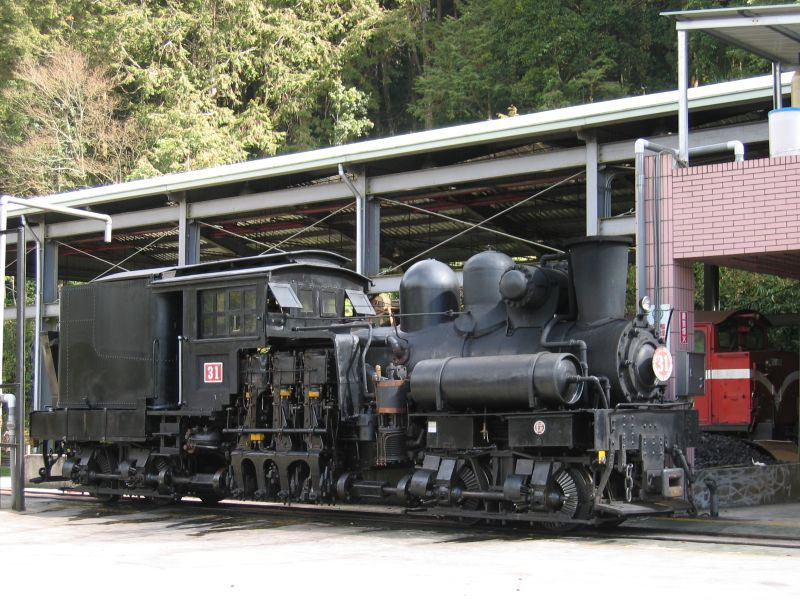
阿里山森林鉄路のシェイ式蒸気機関車（台湾）

2フィート6インチ軌間（以下、762 mm軌間）は、狭軌の一種である。19世紀後半、イギリスの技師であるトーマス・ホールとエバート・カルスロップによって、イギリス帝国の植民地で建設が進められた。
日本では特殊狭軌に含まれ、「ニロク」や「ニブロク」の通称がある。

## 導入例
| 国または地域名                 | 鉄道 |
| ------------------------------ | --- |
| アフガニスタン                 | - カーブル＝ダルラマン・トラム (廃止) |
| アンティグア・バーブーダ       | - 全長80 km サトウキビプランテーション鉄道 (廃止) |
| オーストラリア                 | - クロウズ鉄道 (廃止) - ジェムブルック鉄道 (パッフィンビリー鉄道) (運行中) - タイアーズバレートラムウェイ (廃止) - ヴァルハラゴールドフィールズ鉄道 (運行中) - ヴァルハラ鉄道線 (廃止) - ウェルシュプール突堤鉄道 (廃止) - ホイットフィールド鉄道線 (廃止) |
| バルバドス                     | - バルバドス鉄道 (1067 mm軌間から改軌) (廃止) |
| ブラジル                       | - エストラーダ・デ・フェロ・オエステ・デ・ミナス (運行中) |
| チリ                           | - カレタコロソ-アグアスブランカス鉄道 (廃止) - フニン鉄道 (廃止) - アントファガスタ-ボリビア鉄道 (ボリビアを横断) (メーターゲージに改軌) (運行中) |
| 中国                           | →詳細は「 en:Narrow gauge railways in China 」を参照 |
| キプロス                       | - キプロス国鉄 (廃止) |
| ハイチ                         | →詳細は「 en:History of rail transport in Haiti 」を参照 |
| インド                         | - カールカー＝シムラー鉄道 (運行中) |
| イラク                         | →詳細は「 en:Iraqi Republic Railways 」を参照 |
| 日本                           | →詳細は「 狭軌 § 日本の特殊狭軌線 」を参照 |
| 北朝鮮                         | - 長津線 (運行中) - 江界線 (運行中) - 白茂線 (運行中) - 普天線 (運行中) - 三池淵線 (運行中) - 新興線 (運行中) - 殷栗線 (運行中) - 雲山線 (運行中) |
| メキシコ                       | - ザカトラン鉄道（Zacatlán Railroad） (廃止) |
| モザンビーク                   | - ガザ鉄道 (運行中) |
| ミャンマー                     | - アラカン軽便鉄道 (運行状態不明) - マダヤ軽便鉄道 (廃止) |
| ナイジェリア                   | - バウチ軽便鉄道 (1067 mm軌間も存在) (廃止) |
| パキスタン                     | - バンヌ-タンク支線 (1913年開業、1995年廃止) - ダウドヘル-ラッキーマーワット支線 (1913年開業、1995年廃止) - ラルカナ-ジャコババード軽便鉄道 (1924年開業、1956年に5フィート6インチ軌間に改軌、2005年廃止) - ゾブバレー鉄道 (1929年開業、1986年廃止)         |
| セントクリストファー・ネイビス | - セント・キッツ・シーニック鉄道 (運行中) |
| シエラレオネ                   | - シエラレオネ政府鉄道 (廃止) |
| 南アフリカ共和国               | - ナマクワランド鉄道 (廃止) - シバトラム (廃止) |
| 台湾                           | - 阿里山森林鉄路 (運行中) - 台東線 (1067 mmに改軌) (運行中) - 台湾糖業鉄道 (運行中) |
| イギリス                       | →詳細は「 en:2 ft 6 in gauge railways in the United Kingdom 」を参照 |
| アメリカ合衆国                 | →詳細は「 en:2 ft 6 in gauge railroads in the United States 」を参照 |

### 注記
1. ↑  1フィート = 304.8 mm, 1インチ = 25.4 mm, 2フィート6インチ = 2×304.8＋6×25.4 = 762 mm